# Chiesa di San Nicolò vecchia (Pellizzano)
La chiesa di San Nicolò vecchia è una chiesa sussidiaria a Termenago, frazione di Pellizzano, in Trentino. Risale al XV secolo.

## Storia
La prima chiesa con dedica a San Nicolò nella piccola località di Termenago venne consacrata con cerimonia solenne nel 1450 dal frate Albertino, vescovo suffraganeo di Trento.
Nei primi anni del XVI secolo l'edificio fu probabilmente oggetto di interventi sulla sua struttura e venne di nuovo consacrato nel 1521.
In seguito, negli anni compresi tra 1580 e 1586, vennero ampliati sacrestia e presbiterio, ottenendo lo spazio per un nuovo altare e venne celebrata una terza consacrazione nel 1586.
Ottenne dignità di curazia, sussidiaria della pieve a Ossana, nel 1606.
Nella seconda metà del XX secolo, per esigenze di viabilità, la vecchia facciata e parte della navata anteriore vennero abbattute. La ricostruzione venne ultimata nel 1961 recuperando l'antico portale che era stato rimosso. La chiesa non viene più utilizzata.